# Ватрене стенице
Ватрене стенице (Pyrrhocoridae) су породица у оквиру подреда стеница која обухвата мали број врста црне и јарко црвене боје тела. Упадљивим бојама оне имитирају отровне инсекте па се тиме штите од предатора. Предња крила су у виду полукрилаца (hemielytrae - грч. hemi — пола; грч. elytron — покривач). Обично су без задњих крила, мада има и изузетака. Одрасле јединке немају способност летења.
Величина тела се креће од 9-11 мм. Могу се видети у рано пролеће (једни су од инсеката који се најраније у пролеће појављују) или касно лето. Окупљају се у великим гомилама на кори стабала, старим дрвеним оградама и то увек са сунчане стране. Презимљују на одраслом ступњу, такође у густим колонијама испод опалог лишћа хранећи се семенима биљака или угинулим бескичмењацима. У колонијама може доћи и до канибализма.
Женке носе јаја на земљу испод опалог лишћа или камења. Из јаја се излегу ларве које личе на одрасле, само што немају полукрилца. Пресвлачењима, између којих расту, ларве постају одрасле јединке.

## Родови
Постоје бројни родови унутар породице, а неки од њих су:
- Abulfeda
- Aderrhis
- Aeschines
- Antilochus
- Armatillus
- Callibaphus
- Courtesius
- Cenaeus
- Delecampius
- Dermatinus
- Dindymus
- Dynamenais
- Dysdercus
- Ectatops
- Euscopus[3]
- Froeschnerocoris[4]
- Gromierus
- Indra
- Jourdainana
- Leptophthalmus
- Melamphaus
- Myrmoplasta
- Neodindymus
- Neoindra
- Probergrothius (по неким класификацијама укључују Odontopus[2])
- Pyrrhocoris
- Pyrrhopeplus
- Raxa
- Roscius
- Saldoides
- Scantius
- Schmitziana
- Sericocoris
- Siango
- Sicnatus
- Stictaulax
- Syncrotus

## Галерија
-Dysdercus sp., Индија
- у тајландском Националном парку Кенгкрачан
- у тајландском Националном парку Кенгкрачан
-Pyrrhocoris apterus на плоду црног слеза